# Autoroute A 641
Die Autoroute A 641, auch als Antenne de Peyrehorade bezeichnet, ist eine französische Autobahn, die als Zubringer für Peyrehorade zur A 64 dient. Sie ist 4,0 km lang und wurde am 1. Dezember 1994 eröffnet. 